# Gulbadan Begum
Gulbadan Begum (1523 – 1603)  fue una princesa del Imperio mogol (Shahzadi), hija del emperador Babur. Es más conocida por ser la autora de la obra Humayun Nama, donde relata la vida de su hermanastro, el emperador Humayun. Fue tía del emperador Akbar "el Grande" y de su consorte, la emperatriz Ruqaiya Sultan Begum.
Su nombre, en persa, significa, literalmente, «la que tiene el cuerpo como una rosa». Desciende directamente de los fundadores de las dos dinastías más importantes de Asia Central: de Timur, a través de su hijo Miran Shah, y de Genghis Khan, a través de su hijo Chagatai. Su madre fue la emperatriz Dildar Begum.
Se pueden encontrar referencias sobre Gulbadan en varias obras literarias de su época. La obra que ofrece más detalles biográficos sobre ella es Akbarnama (el Libro de Akbar), escrito por el autor persa Abul Fazal.

## Biografía
Cuando Gulbadan nació, su padre era Pachá de Kabul, Kunduz, Badakhshan, Bajaur y Swat (actual provincia de Jaiber Pajtunjuá), en señal de la jefatura de la Casa de Timur y de su soberanía independiente. Dos años después de su nacimiento, su padre emprendió una última expedición por el Indostán, con la intención de conquistar un imperio en la India, quedándose ella en la ciudad de Kabul. A los 6 años, Gulbadan viajó a la India, junto con el resto del harén imperial, donde se casó a la edad de 17 años. Gulbadan tuvo tres hermanos, Hindal Mirza, Kamran Mirza y Alwar Mirza (fallecido durante la infancia), y dos hermanas: Gulrang Begum y Gulchehra Begum. Ella siempre mantuvo una relación muy estrecha con su hermano Hindal Mirza. También tuvo varios hermanastros, fruto de otras relaciones matrimoniales de su padre, entre ellos destaca: el emperador Humayun.

### Humayun su hermana
En 1540, Humayun perdió el imperio que su padre, Babur, había establecido en la India, como consecuencia de las conspiraciones de Sher Shah Suri (un advenedizo de Bihar). Con su primera esposa embarazada (Hamida Banu Begum), una criada y unos pocos seguidores leales, Humayun huyó a Lahore y, más tarde, a Kabul. De forma que, Gulbadan Begum tuvo que volver a residir en Kabul junto con el resto de mujeres del harén imperial, viviendo en el exilio durante los próximos 15 años. Años más tarde, Humayun volvió a conquistar los territorios del Indostán. Después de esto, Gulbadan (acompañada del resto de mujeres del harén imperial) se estableció en Agra a instancias de su sobrino, Akbar, que acababa de ascender al trono imperial. La princesa mantuvo relaciones muy estrechas con su padre, el emperador Babur, su hermanastro, el emperador Humayun, y su sobrino, el emperador Akbar.

## Escribiendo elHumayun Nama
Akbar le encargó la redacción de la crónica de la historia del reinado de su padre, Humayun. El joven emperador sentía un gran cariño por su tía y sabía de sus grandes habilidades narrativas. En aquel entonces era costumbre, entre los emperadores mogoles, contratar escritores para documentar sus propios reinados (la crónica del emperador Akbar, el  Akbarnama, fue escrita por el erudito persa Abul Fazl). Akbar pidió le pidió que escribiera lo que ella recordara acerca de la vida de su Humayun. Gulbadan tomó el reto y redactó la crónica titulada Ahwal Humauyn Padshah Jamah Kardom Gulbadan Begum bint Babur Padshah amma Akbar Padshah, que más tarde sería conocida como Humayun-nama.
Gulbadan escribió con un lenguaje persa sencillo, absteniéndose de usar el lenguaje erudito usado por los escritores más conocidos. Su padre, Babur, escribió su crónica Babur-nama con el mismo estilo sencillo y ella tomó su ejemplo para escribir sus propias memorias. A diferencia de algunos escritores de su época, ella escribió un relato fáctico de lo que recordaba, sin adornos. En sus memorias, la princesa nos ofrece una idea de la vida en el harén real del Imperio mogol. Esta es la única obra superviviente realizada por una mujer de la realeza mogola en el siglo XVI. 
Sus memorias han estado perdidas durante siglos y los fragmentos que se han encontrado no están bien conservados. 

## Traducción deHumayun Nama
Una copia de este manuscrito se encuentra expuesta en la Biblioteca Británica. El manuscrito fue descubierto por el coronel G.W. Hamilton y fue vendida al Museo Británico por su viuda, en el año 1868. Su existencia fue poco conocida hasta el año 1901, cuando Annette S. Beveridge tradujo el manuscrito al Inglés (Beveridge la llamaba, de forma cariñosa, princesa Capullo de Rosa).
El historiador Rieu lo nombró como uno de los manuscritos más notables de la colección del Coronel Hamilton (quien tenía en su haber más de 1.000 manuscritos). Una edición de este manuscrito, traducido al inglés por Beveridge, fue publicada en la India en 2001.
Pradosh Chattopadhyay tradujo la crónica Humayun Nama a Bengalí  en 2006 y Chirataya Prokashan publicó el libro.

## Contenido del documento
El manuscrito elaborado por Gulbadan Begum comienza así:

Se ha emitido una orden: «Escribe todo lo que sepas de los hechos de Firdous-Makani (Babur) y Jannat-Ashyani (Humayun)». En el momento en que su Majestad Firdous-Makani pasó de este mundo perecedero al hogar eterno, yo, esta humilde servidora, contaba con ocho años de edad, así que puede ser que no recuerde mucho. Sin embargo, obedeciendo la orden real, escribiré todo lo que he oído hablar y recuerdo.

Por este documento se sabe que Gulbadan se casó, a la edad de 17 años, con Khizr Khwaia, un noble mogol descendiente de Gengis Kan. De este matrimonio nació un hijo, el nombre del cual se desconoce. El año 1528, ella se trasladó de Kabul a Agra junto con una de sus madrastras, quien la adoptó como hija propia por orden de su padre, el emperador Babur. Tras la derrota del emperador Humayun, en 1540, se exilió en Kabul junto con uno de sus hermanastros. Después de que Humayun recuperara el trono, ella no regresó inmediatamente a Agra, sino que se quedó viviendo en Kabul. La princesa sólo regresó a Agra dos años después de la muerte de su hermanastro (en 1556), por orden expresa de su sobrino, el emperador Akbar. Gulbadan residió, de forma intermitente, en Agra, en Sikri y en Lahore, a excepción de un periodo de siete años en los que realizó un peregrinaje a La Meca.
Se la retrata como una mujer educada, culta y piadosa. Era aficionada a la lectura y disfrutaba del cariño y las confidencias de su hermanastro, Humayun, y de su sobrino,  Akba. Desde su posición, fue una observadora astuta, bien versada en las complejidades de la guerra y en las intrigas de la familia real. La primera parte de su escrito la ocupa la biografía de Humayun después de la muerte de su padre y las tribulaciones de este tras su derrota. Ella escribió poco acerca de su padre, Babur, ya que sólo tenía 8 años cuando este falleció. Sin embargo, ha dejado constancia de anécdotas e historias que había oído hablar de él en el harén. La última parte de la obra la ocupa su propia vida dentro del harén imperial.
La princesa dejó constancia de un a anécdota desenfadada sobre Babur. Después de establecer su imperio en la India, él acuñó una gran moneda de oro. Esta moneda, de oro macizo, fue enviada a Kabul para gastar una broma a un bufón de la corte, llamado Asas, quien se había quedado allí. A este le vendaron los ojos y le colgaron la moneda en el cuello. Asas estaba preocupado e intrigado por el gran peso que le habían puesto en el cuello, sin saber lo que era. Cuando el bufón se dio cuenta de que era una moneda de oro, saltó de alegría y comenzó a hacer cabriolas alrededor de la habitación, diciendo que nadie podría quitársela jamás.
Gulbadan describe que la muerte de su padre tuvo lugar cuando su hermanastro (Humayun) cayó enfermo a la edad de 22 años. Ella explica que Babur sufrió una grave depresión al ver a su hijo gravemente enfermo y moribundo. Durante 4 días, el emperador circunvaló la cama de su hijo en varias ocasiones, rezando a Alá, pidiendo a gritos que se lo llevara él en lugar de su hijo. La princesa explica que, como por milagro, sus oraciones fueron escuchadas. Humayun se recuperó y su padre falleció a la edad de 47 años. 
Poco después de su exilio, Humayun se enamoró de una chica de 13 años de edad, llamada Hamida Banu, sobrina de Shah Husain Mirza. Al principio, la joven se negó a casarse con el emperador, ya que este era mucho mayor que ella. Finalmente, la joven, asesorada por las otras mujeres del harén imperial, recapacitó y se casó con el emperador. Dos años más tarde, en 1542, la joven dio a luz un hijo, Akbar, el emperador más grande del Imperio mogol. Gulbadan describe estos hechos y el matrimonio de Humayun y Hamida Banu con alegría y un toque de picardía en su manuscrito.
Gulbadan también dejó constancia del estilo de vida nómada de las mujeres de la realeza mogola. Pasó su juventud viajando entre Kabul,  Agra y Lahore. Durante el exilio de Humayun sus problemas aumentaron. Ella se vio obligada a residir en Kabul con uno de sus hermanastros, quién más tarde intentó reclutar a su marido para unirse a él en contra de Humayun. Gulbadan persuadió a su marido para que no lo hiciera. Este último, sin embargo, se unió a su hermanastro y se sublevó durante el reinado de su sobrino, Akbar, siendo derrotado y expulsado de la corte real durante el resto de su vida. Ni siquiera se le permitió ser sepultado junto a Gulbadan.

## Peregrinaje a La Meca
En sus memorias, Gulbadan, describió un peregrinaje que realizó, junto con Hamida Banu Begum, hacia La Meca, recorriendo una distancia de 3.000 millas, cruzando montañas traidoras y desiertos hostiles. Aunque eran de sangre real, las mujeres del harén imperial eran fuertes y estaban preparadas para afrontar las dificultades, sobre todo porque sus vidas estaban íntimamente entrelazadas con los hombres y sus fortunas. Gulbadan se quedó en La Meca durante casi 4 años y sufrió un naufragio en Aden, lo que le impidió regresar a Agra durante varios meses. Finalmente regresó en el año 1582, siete años después de iniciar su viaje. 
Akbar  había previsto un pasaje seguro para su tía durante su Hajj y la envió acompañada de una escolta de nobles y varias damas para asistirla. El séquito iba repleto de lujosos regalos para ser donados como limosna. Su llegada a La Meca supuso un gran revuelo y a esta ciudad acudió gente de diversos lugares, algunos tan lejanos como Siria y Asia Menor, con el fin de obtener parte de la limosna que la princesa ofrecía.
Si Gulbadan Begum escribió algo sobre la muerte de Humayun, al caer por las escaleras de Purana Qila en Delhi, se ha perdido. El manuscrito sobre su hermanastro parece terminar de forma abrupta en el año 1552, cuatro años antes de la muerte de Humayun. Termina en mitad de la frase, cuando describe el cegamiento del príncipe Kamran. Como sabemos que Gulbadan Begum había recibido la orden de escribir la historia del reinado de Humayun, muchos años después de su muerte, es razonable creer que el único manuscrito disponible es una versión incompleta de su escritura. También se cree que Akbar se lo podría haber pedido a su tía para que Abul Fazl pudiera usar esa información, plasmándola en sus propios escritos sobre el emperador Akbar. 

## Vejez y muerte
Gulbadan fue famosa por ser una mujer muy caritativa, día a día se esforzaba por socorrer al pobre y al necesitado.
Cuando contaba con 80 años de edad, en febrero de 1603, su muerte fue anunciada por un par de días de fiebre. Hamida Banu Begum y Ruqaiya Sultan Begum se mantuvieron a su lado durante todo el proceso. Mientras Gulbadan yacía con los ojos cerrados, Hamida habló con ella usando su apodo familiar "¡Janu! Vivirás", entonces la moribunda abrió los ojos y le contestó "Yo muero ¡Tu vivirás!" y falleció. 
Akbar ayudó a trasladar su féretro y ordenó que se hicieran ofrendas y buenas obras por el reposo de su alma. Al no haber ningún hijo suyo en el funeral, Akbar actuó como tal y le comentó, con resignación al Imam: "Esta es la voluntad de Dios".
Se dice que, durante los dos años posteriores a su muerte, Akbar se lamentaba constantemente por la pérdida de su tía más querida.
En su época, Gulbadan también fue muy famosa por sus poemas, escritos en turco y  persa. Ninguno de sus poemas ha llegado hasta nuestra época. No obstante, hay referencias de dos versos y un quaseeda escrito por ella en la colección de versos del emperador Bahadur Shah II, así como algunas referencias citadas por Mir Taqi Mir.  

## Enlaces
- Complete text of Humayun Nama
- Begum, Gulbadan; (tr. by Annette Beveridge) (1902). Humayun-nama :The history of Humayun. Royal Asiatic Society.
- Selections from The Humayun Nama by Gulbadan Begam

- Datos: Q2041521